# Talking to Yourself
"Talking to Yourself" là bài hát của nữ ca sĩ người Canada Carly Rae Jepsen nằm trong album phòng thu thứ sáu của cô mang tên The Loneliest Time (2022). Jepsen đã viết bài hát này với nhạc sĩ sáng tác bài hát Simon Wilcox, cùng với bộ đôi Benjamin Berger và Ryan Rabin của Captain Cuts. Captain Cuts cũng đảm nhiệm kiêm vai trò nhà sản xuất của bài hát. Hai hãng thu âm School Boy và Interscope Records chính thức phát hành "Talking to Yourself" làm đĩa đơn thứ ba của The Loneliest Time vào ngày 16 tháng 9 năm 2022. Bài hát đi theo thể loại nhạc dance-pop và synth-pop, với nội dung kể về một cô gái nhớ nhung tình cũ và tự vấn liệu anh ta có còn nhớ tới mình hay không.
"Talking to Yourself" nhận được đánh giá tích cực từ giới chuyên môn cho phần sản xuất gây nghiện cùng chất nhạc khiến người nghe phải nhảy nhót theo. Các nhà phê bình âm nhạc dành lời khen ngợi cho phần điệp khúc của bài hát, và phần ca từ của tác phẩm cũng nhận được một số lời bình luận chuyên sâu. Bài hát đứng ở vị trí thứ 8 trên bảng xếp hạng Billboard Japan Hot Oversea Songs. Một video âm nhạc cho "Talking to Yourself" cũng được đăng tải trên kênh YouTube của nữ ca sĩ cùng ngày bài hát được phát hành trên các nền tảng nghe và tải nhạc trực tuyến.

## Bối cảnh và phát hành
Trong quá trình thực hiện chuyến lưu diễn The Dedicated Tour, Carly Rae Jepsen bắt đầu thu thập ý tưởng cho album phòng thu thứ sáu của mình kể từ tháng 2 năm 2020. Sức sáng tạo của cô ngày một mạnh mẽ hơn sau khi đại dịch COVID-19 bùng phát. Nữ ca sĩ đã biến không gian văn phòng cũ trong căn hộ của cô tại Los Angeles thành một phòng thu tại gia. Ngày 1 tháng 8 năm 2022, Jepsen thông báo rằng album phòng thu mới có tựa đề The Loneliest Time sẽ được phát hành vào ngày 21 tháng 10 năm 2022. Album được quảng bá trước bằng hai đĩa đơn "Western Wind" và "Beach House" trong năm 2022.
Jepsen đã viết "Talking to Yourself" cùng với nhạc sĩ sáng tác bài hát Simon Wilcox cùng với bộ đôi Benjamin Berger và Ryan Rabin của Captain Cuts. Captain Cuts cũng đóng vai trò nhà sản xuất của bài hát. Ngày 13 tháng 9 năm 2022, Jepsen chia sẻ một đoạn cắt dài 17 giây của bài hát lên các mạng xã hội kèm lời nhắn: "Với The So Nice Tour sẽ diễn ra trong gần một tuần nữa, tôi không tài nào kiềm chế được... 'Talking To Yourself' sẽ tới vào thứ Sáu tuần này nên các bạn có thể học thuộc lời trước khi chúng ta gặp nhau nhé!". Ba ngày sau, hai hãng thu âm School Boy và Interscope Records phát hành "Talking to Yourself" làm đĩa đơn thứ ba của The Loneliest Time, kèm theo đó là một video âm nhạc được đăng tải trên kênh YouTube của nữ ca sĩ.

## Biên soạn
"Talking to Yourself" có độ dài 2 phút 53 giây. Bộ đôi Captain Cuts sản xuất bài hát và thực hiện phần kỹ thuật âm thanh cùng với Rob Kinelski và Eli Heisler; trong khi phần lập trình được thực hiện bởi Berger và Wilcox. Trevor Rabin chơi phần guitar, Emily Lazar và Chris Allgood thực hiện phần master, còn Kinelski thì đảm nhiệm vai trò phối khí. Qua phần ca từ của "Talking to Yourself", Jepsen nhớ lại mối quan hệ trước đây với người yêu cũ và tự hỏi liệu anh ta có còn tình cảm với cô hay không. Cô bị ám ảnh bởi anh và nghĩ đến việc anh không thể ngủ được vào ban đêm nếu không có cô. Bài hát không nói rõ đó là một mối quan hệ nghiêm túc, mối quan hệ tình bạn cùng lợi ích hay chỉ là một người mà cô từng cảm nắng. Theo Ben Kaye của Consequence, bài hát "dành cho những người ở phe chiến thắng của cuộc chia tay".
"Talking to Yourself" là một bài hát nhạc dance-pop và synth-pop rộn ràng, sở hữu nhịp điệu mạnh mẽ và mang âm hưởng của âm nhạc thập niên 1980. Bài hát bao gồm một đoạn guitar độc tấu, mà theo cây viết Gem Stokes của Clash thì đoạn nhạc này như đang "đấu chọi với tiếng synthesier". Theo nhà báo Maura Johnston của Entertainment Weekly, "tiếng đàn guitar bị bóp méo từ thập niên 1980 như luồn lách qua giọng hát đầy quyết đoán của Jepsen", cùng với đó là "đoạn bass sắc như dao cạo và nhịp nhạc đầy kiên quyết". Chris DeVille của trang Stereogum cho rằng bài hát gợi nhớ tới chất nhạc "mô phỏng thập niên 1980" xuất hiện xuyên suốt trong hai album Emotion (2015) và Dedicated (2019) của Jepsen, còn Jeffrey Davies của PopMatters thì nhìn nhận "Talking to Yourself" thừa hưởng "chất nhạc pop đầy lấp lánh và vô tư" trong các tác phẩm âm nhạc trước đây của nữ ca sĩ. Cây viết Peter Piatkowski cũng từ PopMatters thì lại gọi dòng nhạc của "Talking to Yourself" là new wave.

## Đánh giá chuyên môn
Phần sản xuất của bài hát nhìn chung nhận được nhiều đánh giá tích cực. Emily Zemler của Rolling Stone miêu tả "Talking to Yourself" là một ca khúc lạc quan và là bài "quốc ca nhạc dance-pop". Trang Consequence thì lựa chọn "Talking to Yourself" là "Bài hát của tuần" và cây viết Mary Siroky cho rằng bài hát này "có sức lan tỏa mạnh mẽ" với "đoạn bass gây nghiện đặc trưng và đoạn điệp khúc đậm chất sâu tai". Kaye tin rằng "Talking to Yourself" đã đạt đến "điểm ngọt ngào giữa sự quyến rũ và cảm giác sẵn-sàng-lên-sàn-quẩy". Nhà phê bình Ben Devlin của MusicOMH gọi tác phẩm là "hit lớn đầu tiên" trong danh sách bài hát của The Loneliest Time và so sánh phần đầu của ca khúc với các tác phẩm của Divinyls. Cây bút Sam Franzini của The Line of Best Fit thì gọi "Talking to Yourself" là một trong số "những viên ngọc pop quý giá" của album và tôn vinh bài hát là "một trong những bom tấn của Jepsen". Viết cho The A.V. Club, Gabrielle Sanchez miêu tả "Talking to Yourself" là một "đĩa đơn đầy mê hoặc [...] với phần điệp khúc đầy lan tỏa". Nhà phê bình Olivia Horn của Pitchfork thì nhận định bài hát có những điểm khiến ta liên tưởng tới "hai phiên bản Dua Lipa khác nhau được cắt và dán lại một chỗ".
Một số cây viết đưa ra những lời nhận xét về phần ca từ của "Talking to Yourself". Siroky gọi bài hát là "ám ảnh không hề nao núng", và nữ nhà báo cũng cho rằng bài hát như nói thay lời của những kẻ đang "mất lý trí" và mang đến cho người nghe "hương vị của những điều sắp xảy ra", đồng thời thể hiện khả năng cảm thụ nhạc pop thiên tài của Jepsen. Todd Dedman của Beats Per Minute cho rằng bài hát gợi lại "ý tưởng về việc tàng hình trong một mối quan hệ" được thể hiện trong ca khúc "When I Needed You" thuộc album Emotion. Viết cho AllMusic, cây bút Heather Phares tin rằng "Talking to Yourself" thể hiện "cảm giác vừa tách biệt vừa được kết nối", một mô típ chạy xuyên suốt trong The Loneliest Time; anh cũng gọi bài hát là "điệu pop vô thực từ thập niên 1980 với phần điệp khúc bùng nổ".

## Đội ngũ sản xuất
Danh sách đội ngũ thực hiện được lấy từ phần ghi chú của album The Loneliest Time.
- Captain Cuts – sản xuất, kỹ thuật âm thanh
- Carly Rae Jepsen – nhạc sĩ sáng tác bài hát
- Simon Wilcox – nhạc sĩ sáng tác bài hát, lập trình âm thanh
- Benjamin Berger – nhạc sĩ sáng tác bài hát, lập trình âm thanh
- Ryan Rabin – nhạc sĩ sáng tác bài hát
- Eli Heisler – kỹ thuật âm thanh
- Trevor Rabin – guitar
- Emily Lazar – master
- Chris Allgood – master
- Rob Kinelski – phối khí, kỹ thuật âm thanh

## Xếp hạng
| Bảng xếp hạng (2022)                 | Vị trí xếp hạng cao nhất |
| ------------------------------------ | ------------------------ |
| Japan Hot Overseas (Billboard Japan) | 8                        |